# Адарчев, Василий Васильевич
Василий Васильевич Адарчев (род. 21 января 1942) — советский хоккеист, защитник, нападающий.
В чемпионате СССР начинал выступать в составе московского «Локомотива» (1960/61 — 1962/63). Перед сезоном 1963/64 оказался в калининском СКА, но вскоре, после расформирования команды, перешёл в СКА Ленинград. Перед сезоном 1966/67 вернулся в «Локомотив». Завершал карьеру в команде первой лиги «Кристалл» Саратов (1970/71).
Победитель зимней Спартакиады народов СССР 1962 года в составе сборной Москвы.
Играл за вторую сборную СССР.